# London Roca Gallery
London Roca Gallery o Roca London Gallery è un edificio realizzata dall'architetto Zaha Hadid, situata a Londra, nella zona di Chelsea Harbour, nei pressi dell'Imperial Wharf. Esso è di proprietà e prende il nome dall'azienda spagnola di prodotti sanitari Roca.
L'edificio, sia esteticamente che internamente, si caratterizza per le forme fluide e sinuose, come se esse fossero state erose dall'acqua. La struttura è realizzata in cemento e gesso fibrorinforzato.